# ریزساختارها در پرینت سه بعدی
پرینت سه بعدی راه‌هایی را برای طراحی ساختار پیچیده معرفی کرد که با روش‌های پردازش سنتی غیرقابل تحقق است. استفاده از ریزساختارها، که ضخامت هر ده‌ها میکرون از ۰٫۲ میلی‌متر تا ۰٫۵ میلی‌متر متغیر است، قابلیت‌های لازم برای تغییر خواص فیزیکی اجسام (فرا مواد) نظیر: کشسانی، مقاومت، سختی را داراست. به عبارت دیگر، این قابلیت‌ها به اجسام فیزیکی اجازه می‌دهند تا سبک‌تر یا انعطاف‌پذیر تر شوند. این الگو باید به محدودیت‌های هندسی (مقررات شکل)، محدودیت‌های ضخامت (کنترل حداقل ضخامت) پایبند باشد یا می‌تواند با استفاده از روش‌های بهینه‌سازی (شکل ریزساختار و بهینه‌سازی توپولوژیکی) اعمال شود. نوآوری‌های زیادی در این زمینه درحال رخ دادن است و پرینترهای سه بعدی زیادی در حال بررسی و ساخت هستند تا در این زمینه تخصص یابند.

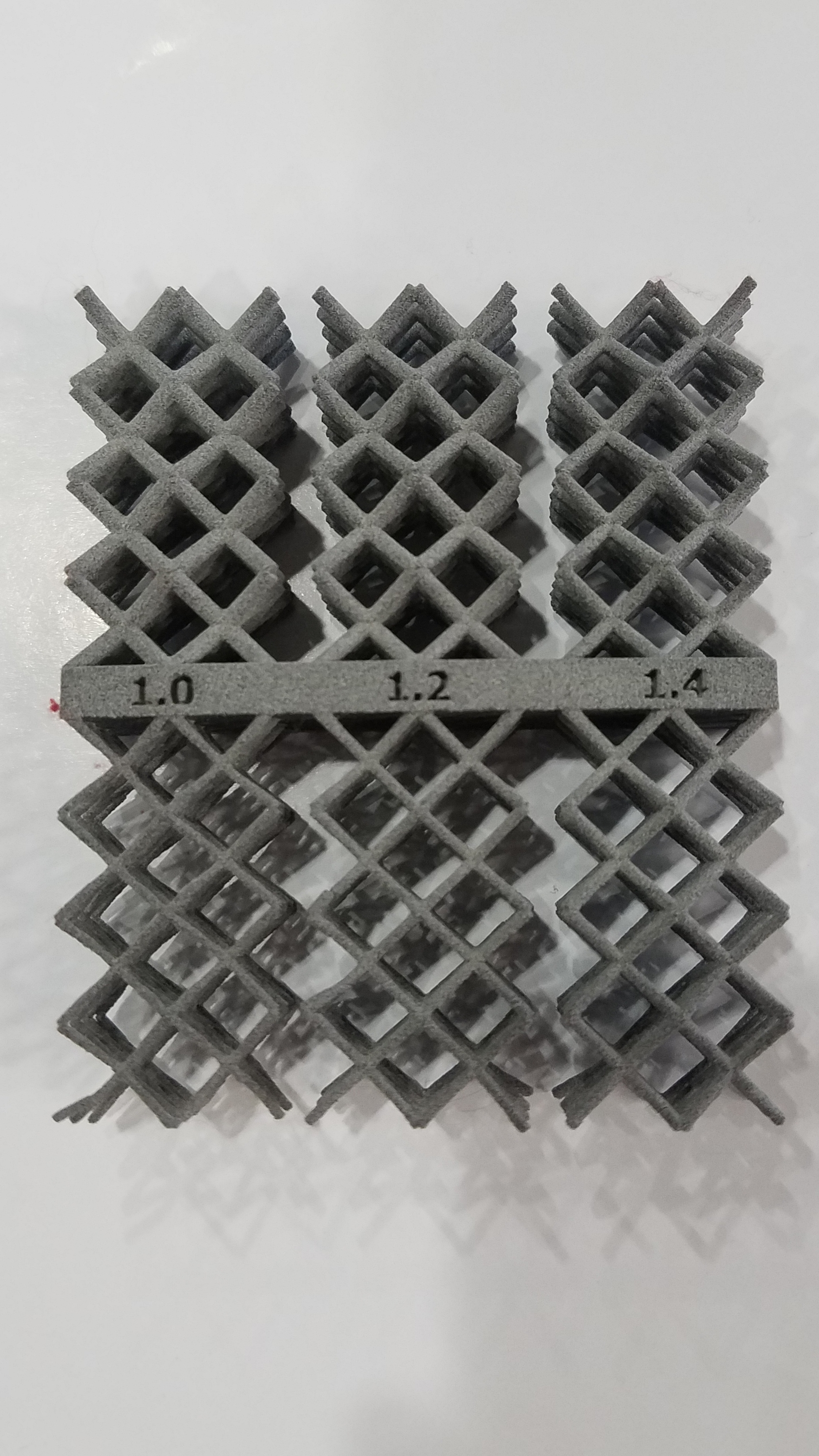
یک ریزساختار چاپ سه بعدی با ضخامت‌های مختلف شبکه برای نشان دادن رفتار الاستیک متفاوت.

## پارامترهایریزساختار
مواد تغییر شکل الاستیک با دو پارامتر اصلی توصیف می‌شوند: نسبت پواسون و مدول یانگ. در حالی که، ثابت‌های الاستیک جایگزین، مدول توده ای و مدول برشی نیز می‌توانند استفاده شوند. نسبت پواسون نسبت بین کرنش عرضی و کرنش طولی را هنگام به وجود آمدن تنش محوری در جسم تعریف می‌کند. موادی که نسبت پواسون منفی دارند، بر خلاف مواد معمولی، هنگام کشش به صورت جانبی منبسط می‌شوند. در مقایسه مقاومت یک ماده در برابر اعوجاج تحت بار مکانیکی به جای تغییر در حجم، نسبت پواسون معیاری اساسی را ارائه می‌دهد که با آن می‌توان عملکرد هر ماده را در هنگام کرنش الاستیک مقایسه کرد. همه مواد همسانگرد پایدار بین حدود عددی ۱/۲ تا -۱ یافت می‌شوند. مدول یانگ خاصیتی است که میزان صلب یا نرم بودن یک جسم را اندازه‌گیری می‌کند. تنش (در واحد سطح) را به کرنش (تغییر شکل متناسب) در امتداد یک محور یا خط مرتبط می‌کند.

## زنجیره فرایند ریزساختار
با توجه به پارامترهای ورودی مرتبط با رفتار تغییر شکل مورد نظر، ریزساختارها به صورت مصنوعی طراحی می‌شوند. نمونه‌برداری فضای پارامترها اجازه می‌دهد تا خانواده‌ای از ساختارهای مرتبط ایجاد شود که بتوانند محدوده امکان‌سنجی پارامترهای مواد را برآورده کنند. ریزساختار مربوط به سلول با درون یابی محاسبه می‌شود. با استفاده از بهینه‌سازی ریزساختار و نمونه‌برداری از فضای پارامتر، چندین خانواده از سازه‌های مرتبط را می‌توان تعریف کرد که با هم محدوده عملی پارامترهای مواد را برآورده می‌کنند. با استفاده از این کاندیداها، بهترین تناسب برای اطمینان از اتصال مناسب ساختارهای همسایه انتخاب می‌شود.

## مراحل تولید مواد افزودنی
طراحی تولید افزودنی را به‌طور کلی می‌توان به دو گام تقسیم کرد: برنامه‌ریزی پیش پردازش و زنجیره فرایند. در طول برنامه‌ریزی پیش پردازش، یک طراحی ریزساختار (مدل‌سازی هندسی سه بعدی با استفاده از سیستم مدل‌سازی CAD) و خصوصیت‌ها (عوامل و پارامترها) مدل می‌شوند.
سنتز زنجیره فرایند تولید افزودنی در پنج مرحله زیر سنتز می‌شود:
۱. مدل‌سازی سه بعدی ریزساختار
این زمان-برترین بخش زنجیره فرایند است. هندسه سه بعدی از طریق طراحی به کمک کامپیوتر (CAD)، با تحلیل تنش کنترل عددی و روش اجزای محدود (FEM) مدل‌سازی می‌شود.
۲. تبدیل و انتقال داده‌ها
یک روش بهینه‌سازی برای نمونه‌برداری از سازه‌ها استفاده می‌شود که گستره رفتارهای مورد نظر را نشان می‌دهد اما ساختارها را به اندازه کافی شبیه به درون یابی نگه می‌دارد. این روند تکرار می‌شود و ساختارهای جدیدی برای افزایش پوشش فضای مواد اضافه می‌شود. جامد یا مدل سطحی که قرار است ساخته شود به فرمت مناسب تبدیل می‌شود. شناخته شده-فرمت فایل STL برگرفته از سیستم‌های سه بعدی، که پیشگام سیستم استریو لیتوگرافی بود، در این باره قابل استناد است.
۳. بررسی و آماده‌سازی
همانگونه که از نام ان پیداست، خطاهای CAD، مدل‌ها و عدم استحکام رابط CAD-STL مورد بررسی قرار می‌گیرد.
۴. ساختمان
این ماده مرتبط با محدودیت‌ها (الاستیسیته، ضخامت، اتصال، چقرمگی) ساخته شده‌است.
۵. پس پردازش
عملیات‌های دستی در این مرحله برای تمیز کردن یا استخراج مواد سازنده بسته به روش چاپ مورد استفاده (SLS, FDM با رزین) یا حذف تکیه گاه (SLA-postcuting) ضروری است.
بسته به کیفیت مدل و نتایج مراحل ۳ تا ۵، فرایند ممکن است تا زمانی که یک مدل یا قسمت رضایت‌بخش ان به دست آید، تکرار شود.

## بهینه‌سازی ریزساختارها

### بهینه‌سازی الگو
برای ایجاد یک ریزساختار، ابتدا باید نوعی کاشی طراحی شود که ایزوتروپی را فراهم کند، برای مثال یک مکعب. با اختصاص گره‌ها به رئوس، لبه‌ها، سطوح و یک گره به داخل شکل کاشی، امکان اتصال این گره‌ها وجود دارد. این اتصالات قطعاتی هستند که چاپ خواهند شد و نحوه انتخاب گره‌هایی که به گره‌های دیگر متصل هستند، خواص و پایداری ریزساختار را تعیین می‌کند؛ بنابراین، با حداکثر کردن فضای لبه و فضای راس دستیابی به یک ریزساختار بهینه محتمل تر است. با این حال، دو ویژگی زیر باید رعایت شود تا بتوان ساختار را چاپ کرد:

#### قابلیت چاپ
چاپ پذیری با اطمینان از اینکه برای هر مجموعه از گره‌های متصل در یک سطح، حداقل یک گره وجود دارد که به گره دیگری که در پایین‌تر در ساختار قرار دارد، متصل می‌شود قابل دستیابی است. بدیهی است که این معیار برای پایین‌ترین سطح رعایت نمی‌شود. علاوه بر آن، لبه‌های بین گره‌ها باید به اندازه کافی ضخیم باشند.

#### کاشی کاری
برای اتصال، مجموعه گره‌هایی که روی سطح کاشی قرار دارند باید در هر طرف یکسان باشند. این بدان معناست که اگر دو کاشی در کنار هم قرار گیرند، گره‌های مربوطه باید به هم متصل شوند. ریزساختار واقعی، از این کاشی‌ها تشکیل شده‌است که از طریق گره‌های روی سطح کاشی به هم متصل می‌شوند.

### بهینه‌سازی شکل
پیچیدگی هندسه در چاپ سه بعدی مستلزم کنترل پارامترهای مواد و در نتیجه خواص آنها برای تولید ریزساختارهایی است که می‌توانند رفتارهای متفاوتی را به دست آورند. بهینه‌سازی شکل می‌تواند تمرکز تنش را کاملاً بهبود بخشد. بر اساس این فرض که تغییرات انحنا و نواحی منحنی منفی نواحی با تنش بالا را ایجاد می‌کنند، یک مدل پارامتریک با ابعاد کم را برای حذف گوشه‌های مقعر تیز معرفی می‌کند که از حداقل کردن حداکثر تنش و اجرای کارآمد محدودیت چاپ‌پذیری پشتیبانی می‌کند. بهینه‌سازی شکل بر اساس ضخامت مواد رسوب‌شده برای کاهش غلظت تنش است که ابتدا پوسته‌ها را به شکل مخروطی با استفاده از CAD به‌طور دقیق نشان می‌دهد، سپس با تجزیه و تحلیل حساسیت تنش مورد نیاز را استخراج می‌کند.

### بهینه‌سازی توپولوژی
Bendsøe و Kikuchi را می‌توان پیشگامان حوزه بهینه‌سازی توپولوژی ریزساختار معرفی کرد، که در ابتدا برای طراحی سازه‌های مکانیکی در نظر گرفته شده بود. در ساخت افزودنی، بهینه‌سازی توپولوژی روشی کارآمد برای یافتن توپولوژی‌های مناسب در نظر گرفته می‌شود که اجرای الگوریتم‌های بهینه‌سازی با هدف قرار دادن ویژگی‌های تجویز شده کار می‌کند. خواص مؤثر ساختارهای مواد با استفاده از روش همگن‌سازی عددی پیدا می‌شود، و سپس بهینه‌سازی توپولوژی برای یافتن بهترین توزیع فازهای ماده که تابع هدف را منتهی می‌کند، اعمال می‌شود. روش همگن سازی معکوس برای دستیابی به رفتارهای مقیاس کلان خاص با نسبت پواسون مورد نظر معرفی شده‌است. روش همگن سازی معکوس به اضافه رویکرد محدودیت برای طراحی خواص مکانیکی گسترش یافته‌است. یک رویکرد مبتنی بر داده پیشنهادی تغییرپذیری در خواص را در یک مدل تصادفی بعدی مرتبط با محدودیت‌های تجویز شده رمزگذاری می‌کند. و برای به دست آوردن ویژگی‌های هدف بهینه شده‌است. یکی از مشکلات در بهینه‌سازی توپولوژی افزایش تعداد پارامترها به دلیل تعداد خطی سلول‌ها در جسم است. دو رویکرد برای حل این مسئله بررسی شده‌است. اول، به جای اینکه تک تک وکسل‌ها را به‌طور مستقیم بررسی کنیم ریزساختارهای متناظر با بلوک وکسل را بررسی می‌کنیم. دوم، هندسه ریزساختار را نادیده می‌گیریم و تنها رفتار ماکروسکوپی را در نظر می‌گیریم.

## روش‌های چاپ مورد استفاده برای ریزساختارها
تولید افزودنی برای تحقق ترکیب مواد پیچیده در چاپ سه بعدی استفاده می‌شود. برای ایجاد ریزساختارها می‌توان از تکنیک‌های مختلفی استفاده کرد، اما آنها باید بتوانند ساختارهای نازک و پیچیده را چاپ کنند.
FDM
هنگام استفاده از FDM برای چاپ ریزساختارها، ساختگی‌ها قابل مشاهده هستند و اگر ساختار بسیار نازک باشد، خطر شکستن سازه بالا است.
SLS
از تف جوشی لیزری انتخابی می‌توان برای چاپ ساختارهای پیچیده استفاده کرد. به هیچ ساختار پشتیبانی نیاز ندارد، اما این فناوری می‌تواند برای چاپ ساختارهای بسیار نازکی که به اندازه کافی پایدار هستند و به راحتی شکسته نمی‌شوند، به مشکل بر بخورد.
SLA
با SLA امکان چاپ با وضوح بالا وجود دارد اما با کدر شدن رزین کیفیت آن کاهش می‌یابد.
LOM
دقت این روش در مقایسه با سایر تکنیک‌های پرینت سه بعدی محدود است و میزان جزئیات قابل چاپ کم است. به همان دلیل LOM برای چاپ ریزساختارها مناسب در نظر گرفته نمی‌شود.
سایر روش‌ها

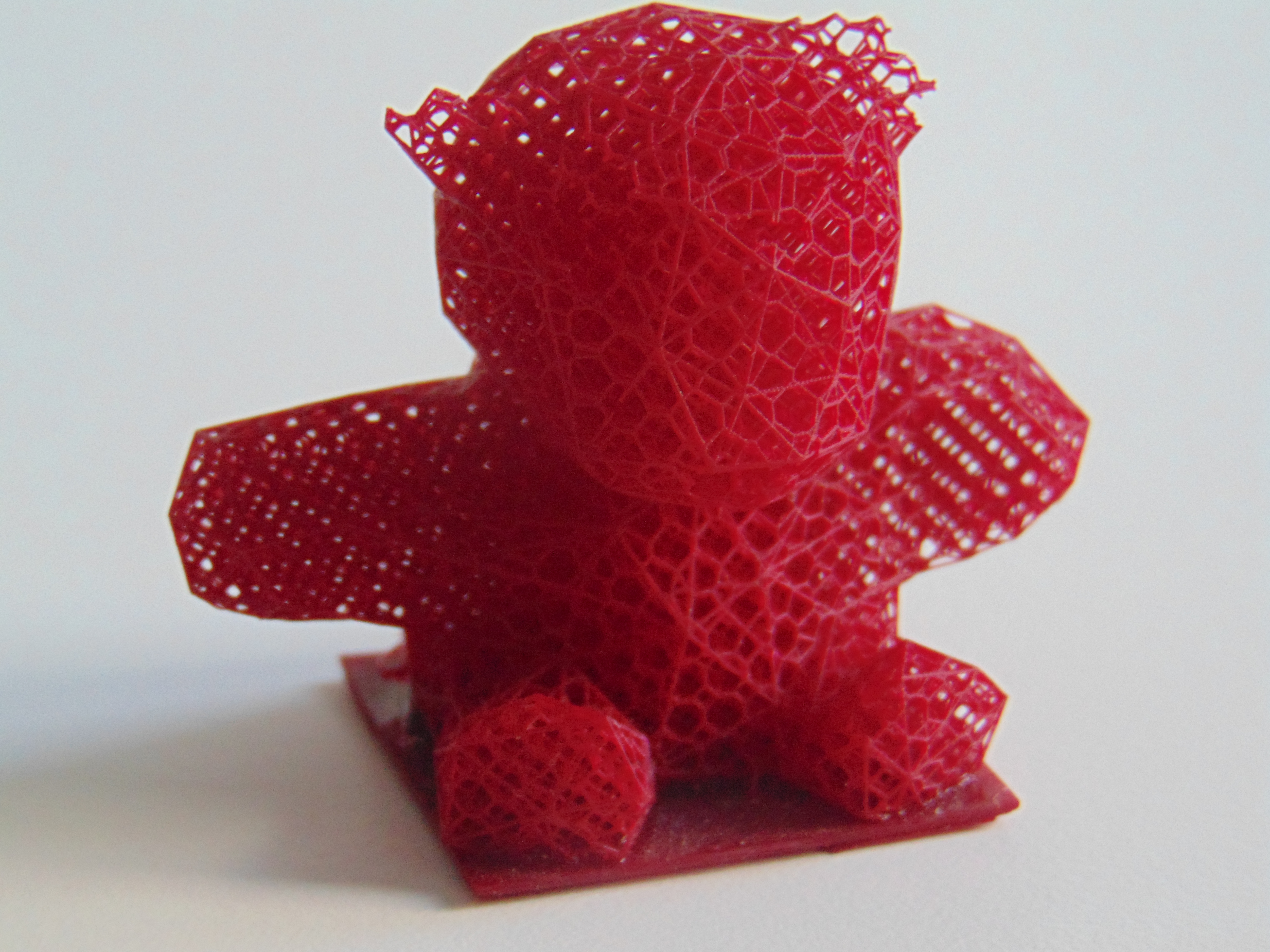
ریزساختارهای مورد استفاده در خرس اسباب بازی.

تکنیک‌های چاپی که در بالا ذکر شد، چندین تکنیک پرینت سه‌بعدی شناخته‌شده‌تر هستند، اما روش‌های دیگری مانند LAM , DIW , یا لیتوگرافی محوری کامپیوتری، نیز می‌توانند مورد استفاده قرار گیرند.

## کاربردهای ریزساختارها
کاربردهای ریزساختارها، ساخت اسباب‌بازی‌های پلاستیکی با استفاده از فرامواد با ایجاد رفتار الاستیک در آن‌ها است. طراحی ریزساختارها بر اساس تغییر شکل، تراکم، نور، صدا، خواص حرارتی و مکانیکی، امکان تحقق خواص جدید را بهتر از مواد سنتی، در حوزه‌های مختلف مانند مهندسی مکانیک، هوانوردی، نجوم و الکترونیک به ارمغان می‌آورد. در حوزه پزشکی، کاربردهایی با توانایی سنتز بافت، یا ساخت پروتز یا ساخت استخوان با مواد زیستی ملاحظه شده‌است. کاربردهای دیگر ریزساختارها ایجاد مواد جاذب صدا، استفاده از آنها به عنوان کاتالیزور، ایجاد ساختارهای سفارشی یا فقط برای اهداف طراحی است.